# Jean-Paul Roussillon
Jean-Paul Roussillon (Parigi, 5 marzo 1931 – Auxerre, 31 luglio 2009) è stato un attore francese.

## Carriera
È apparso in più di 80 film e in 40 serie televisive. È conosciuto principalmente per Plein fer, dove ha interpretato Napoleone, Eloise, la figlia di D'Artagnan, nel ruolo di Planchet, e per Racconto di Natale, in cui interpretava Abel. Proprio per quest'ultimo ruolo ha vinto il premio César per il migliore attore non protagonista nel 2009, anno in cui è morto a causa di un cancro ai polmoni di cui soffriva già da tempo.

## Filmografia parziale
- Il fuoco nelle vene (La chair et le diable), regia di Jean Josipovici (1954)
- Ecco il tempo degli assassini (Voici le temps des assassins), regia di Julien Duvivier (1956)
- Missione diabolica (Der fuchs von Paris), regia di Paul May (1957)
- Le mariage de Figaro, regia di Jean Meyer (1960)
- Week-end a Zuydcoote (Weekend à Zuycoote), regia di Henri Verneuil (1964)
- Rebus per un delitto (Une affaire d'hommes), regia di Nicolas Ribowski (1981)
- La Truite, regia di Joseph Lose,y (1982)
- Monsieur de Pourceaugnac, regia di Michel Mitrani (1985)
- Shocking Love (On me meurt que deux fois), regia di Jacques Deray (1985)
- Elsa, Elsa, regia di Didier Haudepin (1985)
- Compagni miei atto I (Twist again à Moscou), regia di Jean-Marie Poiré (1986)
- Hôtel de France, regia di Patrice Chéreau (1987)
- Voglia d'amare (Maladie d'amour), regia di Jacques Deray (1987)
- Baxter, regia di Jérôme Baivin (1989)
- Plein fer, regia di Josée Dayan (1990)
- Eloise, la figlia di D'Artagnan (La filie de d'Artagnan), regia di Bertrand Tavernier (1992)
- Drancy Avenir, regia di Arnaud des Pallières (1997)
- Parole, parole, parole... (On connaît la chanson), regia di Alain Resnais (1997)
- Una rondine fa primavera (Une hirondelle a fait le printemps), regia di Christian Carion (2001)
- Mischka, regia di Jean-François Stévenin (2002)
- L'idole, regia di Samantha Lang (2002)
- I segreti degli uomini (En jouant 'Dans la compagnie des hommes'), regia di Arnaud Desplechin (2003)
- I re e la regina (Rois et reine), regia di Arnaud Desplechin (2004)
- Zone libre, regia di Christophe Malavoy (2007)
- Racconto di Natale (Un conte de Noël), regia di Arnaud Desplechin (2008)